# Survivor Series (2002)
Survivor Series 2002 fue el decimosexta edición de Survivor Series, un evento anual PPV de lucha libre profesional producido por la World Wrestling Entertainment (WWE). Tuvo lugar el 17 de noviembre de 2002 en el Madison Square Garden en Nueva York y unió a las marcas de la WWE (RAW y SmackDown!). El tema oficial del evento fue "Always" de Saliva. Este fue el primer PPV que presentó la primera Elimination Chamber Match. Además fue el primer Survivor Series de la primer división de marcas, la era Ruthless Aggression y bajo el nombre de WWE, tras haber cambiado el nombre en mayo de 2002, y la segunda edición de este evento en no presentar una lucha tradicional de eliminación.

## Resultados
- Sunday Night HEAT match: Lance Storm & William Regal derrotaron a Goldust & The Hurricane. (3:01)
  - Storm cubrió a Goldust con un "Roll-Up" después de que Regal le pegara por detrás.
  - Después del combate Tommy Dreamer atacó al equipo ganador.
- Jeff Hardy & The Dudley Boyz (Bubba Ray Dudley & Spike Dudley) derrotaron a 3-Minute Warning (Rosey y Jamal) & Rico en un 6-Man Tornado Tag Team Elimination Tables Match. (14:22)
  - Rosey & Jamal eliminaron a Spike después de un "Double Flapjack" sobre la mesa. (4:25)
  - Hardy eliminó a Rosey después de un "Swanton Bomb" sobre la mesa. (7:59)
  - Jamal eliminó a Hardy después de un "Splash" desde la tercera cuerda sobre la mesa. (11:12)
  - Bubba Ray eliminó a Jamal después de un "Sitout Superbomb" sobre la mesa. (12:50)
  - Bubba Ray eliminó a Rico después de un "3D" sobre la mesa junto a D-Von Dudley. (14:22)
- Billy Kidman derrotó a Jamie Noble (con Nidia) ganando el Campeonato Peso Crucero de la WWE. (7:29)
  - Kidman cubrió a Noble después de un "Shooting Star Press".
- Victoria derrotó a Trish Stratus en un Hardcore Match ganando el Campeonato de Mujeres de la WWE. (7:01)
  - Victoria cubrió a Stratus después de un "Snap Suplex".
- The Big Show derrotó a Brock Lesnar (con Paul Heyman), ganando el Campeonato de la WWE. (4:19)
  - The Big Show cubrió a Lesnar después de dos silletazos y un "Chokeslam" sobre una silla.
  - Durante la pelea, Heyman traicionó a Lesnar después de interrumpir al árbitro mientras contaba para ganar la lucha.
  - Esta fue la primera derrota de Lesnar por conteo de 3 en combates individuales en la WWE televisados.
- Los Guerreros (Eddie Guerrero & Chavo Guerrero) derrotaron a Kurt Angle & Chris Benoit y Edge & Rey Mysterio (c) en un Triple Threat Tag Team Elimination Match, ganando el Campeonato en Parejas de la WWE. (19:25) 
  - Edge cubrió a Benoit después de un "Spear". (13:09)
  - Eddie forzó a Mysterio a rendirse con un "Lasso from El Paso". (19:25)
- Shawn Michaels derrotó a Triple H (con Ric Flair), el Campeón Mundial en Parejas Chris Jericho, Rob Van Dam, Booker T y Kane en el primer Elimination Chamber Match ganando el Campeonato Mundial Peso Pesado de la WWE. (39:20)
  - Michaels eliminó a Triple H, ganando la lucha. (Ver detalles)
  - Durante la lucha, Triple H fue accidentalmente golpeado en la tráquea por Rob Van Dam al lanzarse desde la cima de la estructura con un "Five-Star Frog Splash", por lo que después de la lucha tuvo que ser sacado en camilla.
  - Saliva Tocó "King of my World" el tema de entrada de Chris Jericho en vivo desde el WWE The World mientras Y2J Hacia su entrada a la Elimination Chamber tocando también Always durante el transcurso del Pay-per-view.

## Otros roles
| Comentaristas de RAW - Jim Ross - Jerry "The King" Lawler Comentaristas de SmackDown! - Michael Cole - Tazz Comentaristas en español - Carlos Cabrera - Hugo Savinovich Entrevistadores - Jonathan Coachman - Terri Runnels Anunciador de RAW - Howard Finkel | Anunciador de SmackDown! - Tony Chimel Árbitros de RAW - Earl Hebner - Jack Doan - Nick Patrick - Charles Robinson - Chad Patton Árbitros de SmackDown - Mike Chioda - Jim Korderas - Brian Hebner - Mike Sparks Oficiales - Eric Bischoff (RAW GM) - Stephanie McMahon (Smackdown GM) |